# Møntergade (København)
Møntergade er en gade i Indre By i København. Den forløber fra Pilestræde i sydvest, hvor den udgør forlængelsen af Klareboderne, til Gothersgade mod nordøst ved hjørnet af Rosenborg Have, hvor den fortsætter som Kronprinsessegade.
Møntergade har navn efter, at den kongelige mønt lå nær herved på grunden fra Sankt Clara Kloster i Klareboderne, der blev nedlagt efter Reformationen. Navnet kendes som sådan siden 1623, men gaden kendes — i anonym udgave — i hvert fald omkring hundrede år tidligere.
Dagbladet Børsen har adresse i Møntergade.